# صفر كلفن
صفر كلفن هو فيلم من نوع دراما أُصدر في 29 سبتمبر 1995. الفيلم من إنتاج نورسك فيلم ‏ وSandrew Metronome ‏، وهو من إخراج هانز بيتر مولاند، أما السيناريو فكان من كتابة Lars Bill Lundholm ‏ وهانز بيتر مولاند.

## القصة
تقع أحداث الفيلم في جرينلاند.

## طاقم التمثيل
- Erik Øksnes [الإنجليزية]‏
- لارس أندرياس لارسن
- Johannes Joner  [لغات أخرى]‏
- ستيلان سكارسغارد
- Johan Rabaeus [الإنجليزية]‏
- الجوني ضهر
- بيورن سوندكويست
- Gard B. Eidsvold  [لغات أخرى]‏

## الإنتاج
موسيقى الفيلم التصويرية كانت من تأليف Terje Rypdal ‏.

## وصلات خارجية
- صفر كلفن على موقع IMDb (الإنجليزية)
- صفر كلفن على موقع ألو سيني (الفرنسية)
- صفر كلفن على موقع Turner Classic Movies (الإنجليزية)
- صفر كلفن على موقع أول موفي (الإنجليزية)
- صفر كلفن على موقع بوكس أوفيس موجو (الإنجليزية)
- صفر كلفن على موقع فيلمافينيتي (الإسبانية)
- صفر كلفن على موقع قاعدة بيانات الأفلام السويدية (السويدية)
- صفر كلفن على موقع قاعدة بيانات الفيلم (الإنجليزية)
- صفر كلفن على موقع ليتربوكسد (الإنجليزية)
- صفر كلفن على موقع كينوبويسك (الروسية)